# Flurazepam
Flurazepam  (được bán với biệt dược Dalmane và Dalmadorm) là một dẫn xuất của benzodiazepine. Thuốc có tính chất giải lo âu, chống co giật, gây ngủ, an thần và giãn cơ xương. Thuốc tạo ra một chất chuyển hóa với thời gian bán hủy dài, có thể lưu lại trong máu nhiều ngày. Flurazepam được cấp bằng sáng chế vào năm 1968 và được đưa vào sử dụng y tế cùng năm. Flurazepam, được phát triển bởi Roche Dược phẩm là một trong những thuốc thôi miên benzo (thuốc ngủ) đầu tiên được bán trên thị trường.

## Sử dụng trong y tế

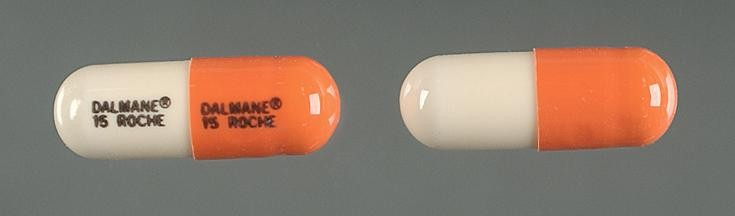

Flurazepam được chỉ định chính thức cho chứng mất ngủ nhẹ đến trung bình và do đó nó được sử dụng để điều trị ngắn hạn cho bệnh nhân mất ngủ nhẹ đến trung bình như khó ngủ, thức dậy thường xuyên, thức dậy sớm hoặc kết hợp mỗi loại. Flurazepam là một loại thuốc có tác dụng lâu dài và đôi khi được sử dụng ở những bệnh nhân gặp khó khăn trong việc duy trì giấc ngủ. Flurazepam vẫn có sẵn ở Hoa Kỳ. Benzodiazepin chu kỳ bán rã trung gian cũng hữu ích cho những bệnh nhân bị khó khăn trong việc duy trì giấc ngủ (ví dụ loprazolam, lormetazepam, temazepam).

## Tác dụng phụ
Các tác dụng phụ phổ biến nhất là chóng mặt, buồn ngủ, và mất điều hòa. Flurazepam có khả năng lạm dụng và không bao giờ nên được sử dụng với đồ uống có cồn hoặc bất kỳ chất nào khác có thể gây buồn ngủ. Kết quả gây nghiện và gây tử vong có thể xảy ra. Người dùng Flurazepam chỉ nên dùng thuốc này theo đúng quy định và chỉ nên uống trực tiếp trước khi người dùng có kế hoạch ngủ trọn một đêm. Buồn ngủ vào ngày hôm sau là phổ biến và có thể tăng trong giai đoạn điều trị ban đầu khi tích lũy xảy ra cho đến khi đạt được mức huyết tương ở trạng thái ổn định.

## Xã hội và văn hoá

### Lạm dụng ma túy
Flurazepam là một loại thuốc có khả năng sử dụng sai. Hai loại lạm dụng thuốc có thể xảy ra, hoặc lạm dụng giải trí trong đó thuốc được sử dụng để đạt được mức cao, hoặc khi thuốc được tiếp tục lâu dài chống lại lời khuyên y tế.

### Tình trạng pháp lý
Flurazepam là một loại thuốc theo lịch IV theo Công ước về các chất hướng thần.